# Svendborg HK
Svendborg Håndboldklub  är en dansk handbollsklubb från Svendborg, grundad den 13 mars 1940.

## Historia[2]

### Början för klubben
Då det hela började våren 1940, hade de handbollsspelande medlemmarna av SG (Svendborg Gymnastikforening) fått träna en timme var onsdag kväll i badmintonhallen i Dronningemaen. Men den träningstiden drogs in av hallens ledning efter blott två veckor.  Hallinspektör Kuhr menade, att golvet tog skada av handbollsspelet. Fyns Håndbold Forbund hade länge ansett att en handbollsklubb borde skapas i Svendborg. Stjernen och Tarup fanns ju i Odense-området. På SG:s årsmöte den 31 januari kände handbollssektionen, att de övriga i SG gärna ville att handbollsfolket skulle lämna klubben. Den 13 mars 1940 grundades SH, Svendborg Håndboldklub. 50 personer var med på mötet. Fyns Handbollsförbunds Otto Hansen var ordförande på mötet. De fem som var SH:s grundare, var  Erik Lindholm Jørgensen, Johannes Bryderup, Gunnar Steen Nielsen, Svend W. Andersen och Folmer Møller.

### Herrlaget
Åren strax efter världskriget – och fram till 1960 – hade klubbens herrar framgång och spelade i högsta serien, som bäst kom de fyra. Men efter nedflyttningen 1960 har SH:s herrar inte spelat i den högsta divisionen i Danmark. 1964 flyttades herrarna ned från division 1 till Fynserien.

### SH i landslaget
1947 var Jacques Devantier den förste spelaren i SH som blev uttagen till ett A-landslag. Han skulle spela för Danmark  mot Sverige i Göteborg. Samma år 1947 tog DHF (Det danske handbollsförbundet) ut sitt första damlandslag någonsin, och från SH blev Elsebeth Andersen uttagen. Då Danmark 1952 för första gången efter kriget spelade mot Västtyskland (i Kiel), var det en ren SH-kedja med Børge Devantier och Jacques Devantier samt Poul Andersen uttagna. Tyskarna vann med 12-10. Planen i Ostseehalle var  25×50 meter så det missgynnade danskarna. Klubben har haft 27 spelare uttagna i DHF:s landslag (ungdom, dam- och herrlag).

### Damlaget
1944 säkrade SH:s damer klubbens första titel genom att besegra Stjernen i det fynska mästerskapet med 2-1. Speltiden var 2×10 min. Damerna har aldrig spelat i lägre division än Fynserien. Tre gånger förlorade SH DM-finaler i damehåndboldligaen trots tidigare serievinster. 1961 lyckades klubben besegra Helsingør IF i två finalmatcher. Då klubben vann DM 1979, avgjordes det med 17-14 på hemmaplan mot AIA Tranbjerg i den avgörande matchen inför 1900 åskådare. 1981 förlorade SH:s damlag titeln på sista speldagen genom att förlora med 8-11 mot AIA Tranbjerg. 
1967 etablerades SH:s stödförening. Klubbens damlag vann pokalfinalen (danska cupen) 1975 och 1976. 1976 deltog klubbens damer för första gången i en Europacup, Cupen för Cupvinnare. Damerna var flera gånger fram till mitten av 1980-talet i den danska handbollseliten. Framgångarna kulminerade med mästerskap 1961 och 1979 samt 14 matcher i Europacupen. De har dessutom fyra silver- och bronsmedaljer.

### Hemmaarena
Klubbens hemmaplan är sedan hösten 1968 Svendborg Idrætshal, som har plats för 1 900 åskådare, därav 625 sittplatser.